# Paramigos Imparáveis
Paramigos Imparáveis é uma série de desenho animado brasileira criado por Daniel Godoy para Comitê Paralímpico Brasileiro (CPB) e parceria na agência XGuides, foi exibida pelo canal de televisão por assinatura Gloobinho desde 2 de setembro de 2024. Com 26 episódios, a série é protagonizada de um grupo de amigos heróis, humanos e animais, com e sem deficiências físicas e intelectuais, que enfrentam preconceitos, defendem causas socioambientais e transmitem uma valiosa lição de inclusão.

## Personagens

### Os Paramigos
- Geeky (voz de Nick Machado) – O líder cadeirante da equipe, que usa uma cadeira multifuncional equipada com tecnologia de ponta, permitindo que ele supere barreiras físicas e tecnológicas. Sua inteligência e habilidades de liderança fazem dele o coração da equipe.
- Turi (voz da Clara Ferreira) – A vizinha de Geeky, é impulsiva e aventureira, com habilidades únicas com um arco e flechas com capacidade um tanto diferentes, inventadas por Geeky.
- Guará (voz de Otávio Santiago) –   Um lobo-guará que vive no cerrado. Antes de perder suas patas traseiras em uma armadilha de caçadores, era aficionado por correr; a velocidade está em seu sangue e, por isso, improvisou próteses de madeira.
- Zoom (voz de Elton Machado) –  Um morcego com deficiência visual que usa sua percepção sonora aguçada para se deslocar na caatinga brasileira.
- Nina (voz da Sicilia Vidal) – Uma onça cor-de-rosa que usa uma prótese na pata. Ela é a mais forte da equipe, simbolizando que as deficiências físicas não limitam a força interior. Sua coragem e determinação a tornam essencial no time.
- Narciso (voz da Thomas Raszl) – Uma capivara que nunca experienciou a vida como uma pessoa com deficiência, mas que, por meio de sua jornada, representa a sociedade. O criador da série disse:

“Ele não é um vilão, mas sim um reflexo de todos nós que, por ignorância ou falta de vivência, às vezes cometemos gafes ou segregamos sem perceber. Ele é uma crítica à nossa sociedade e à forma como lidamos com a inclusão”.

### Vilões
- Dona Tella (voz da Claudia Victoria)
- Zé Madeira (voz do Tatá Guarnieri)

## Produção
A série de animação Paramigos Imparáveis é a marca da Comitê Paralímpico Brasileiro (CPB) que foi lançada em 31 de agosto de 2022 durante a Licensing Con, na Vila Leopoldina, zona oeste de São Paulo, e começou a produção da primeira temporada com 26 episódios que será originalmente programada para estrear em 2023.
Em 2024, a CPB anunciou que a série vai estrear na segunda-feira dia 2 de setembro no canal infantil Gloobinho (pertencente á Globo) com a exibição de dois episódios por dia, e foi lançado também na plataforma de streaming Globoplay no dia seguinte.
Em 18 de dezembro do mesmo ano, a série foi renovada para segunda temporada.

## Episódios
| N.º geral | N.º na temp. | Título                        | Exibição original      | Lançamento original    |
| --- | ------------ | ----------------------------- | ---------------------- | ---------------------- |
| 1 | 1            | "Árvores em Perigo"           | 2 de setembro de 2024  | 3 de setembro de 2024  |
| Geeky e Turi são escolhidos para uma missão: salvar as árvores de pau-brasil que Zé Madeira e os Tratorossauros estão derrubando na floresta.                                         |              |                               |                        |                        |
| 2 | 2            | "Babás por um Dia"            | 2 de setembro de 2024  | 3 de setembro de 2024  |
| Um incêndio na cidade de Lima, no Peru, separa um pequeno bebê sagui de sua mãe. Turi e Guará têm que assumir o papel de babás enquanto ajudam a apagar o fogo.                       |              |                               |                        |                        |
| 3 | 3            | "Pequena Grande Teimosia"     | 3 de setembro de 2024  | 4 de setembro de 2024  |
| Dona Tella ameaça a enseada de Dubai com seu uso excessivo de energia. Os Paramigos precisam resolver esse problema, e a amizade e o respeito ajudam em mais uma aventura.            |              |                               |                        |                        |
| 4 | 4            | "Cidade Seca"                 | 3 de setembro de 2024  | 4 de setembro de 2024  |
| Os Nina e Narciso estão preocupadas com a seca que assola São Paulo quando são avisados que Dona Tella está esgotando a água da cidade, e buscam impedi-la.                           |              |                               |                        |                        |
| 5 | 5            | "Missão Marinha"              | 4 de setembro de 2024  | 5 de setembro de 2024  |
| Os Paramigos Imparáveis precisam ir a Sydney para impedir que Zé Madeira capture as tartarugas antes que possam botar seus ovos. Desta vez, Nina e Narciso são os escolhidos!         |              |                               |                        |                        |
| 6 | 6            | "Donzela Nada Indefesa"       | 4 de setembro de 2024  | 5 de setembro de 2024  |
| Nina e Guará, os Paramigos Imparáveis, vão para Pequim, onde Dona Tella fez os pandas sumirem. Nina é capturada, mas consegue ajudar Guará! Eles descobrem que as aparências enganam. |              |                               |                        |                        |
| 7 | 7            | "O Elixir da Juventude"       | 5 de setembro de 2024  | 6 de setembro de 2024  |
| Dona Tella está enchendo Paris de lixo! Turi e Guará, os Paramigos Imparáveis, vão à França e descobrem que o trabalho em equipe é sempre a melhor opção.                             |              |                               |                        |                        |
| 8 | 8            | "Siga o Plano"                | 5 de setembro de 2024  | 6 de setembro de 2024  |
| Os Paramigos Imparáveis vão a Nova Iorque enfrentar Zé Madeira. Narciso e Turi são escolhidos para impedir o vilão e enfrentar um novo tipo de Tratorossauro!                         |              |                               |                        |                        |
| 9 | 9            | "Fã Número Um"                | 6 de setembro de 2024  | 7 de setembro de 2024  |
| Uma misteriosa cantora de K-pop leva Narciso e Turi, os Paramigos Imparáveis, a Seul, na Coreia do Sul. Será que, desta vez, Narciso vai brilhar?                                     |              |                               |                        |                        |
| 10 | 10           | "Aventura Barulhenta"         | 6 de setembro de 2024  | 7 de setembro de 2024  |
| Os Paramigos Imparáveis vão ao maior centro de robótica do mundo para impedir que Zé Madeira roube soldados robôs. Geeky e Zoom lidam com a situação de uma maneira bem barulhenta.   |              |                               |                        |                        |
| 11 | 11           | "Toronto para Dormir"         | 9 de setembro de 2024  | 10 de setembro de 2024 |
| Geeky passa a noite jogando seu novo videogame. Enquanto isso, Nina encontra uma maneira de impedir Zé Madeira e seus Tratorossauros de roubar a água do Rio Humber, no Canadá.       |              |                               |                        |                        |
| 12 | 12           | "Casos de Família"            | 9 de setembro de 2024  | 10 de setembro de 2024 |
| Nina e Narciso, os Paramigos Imparáveis, são escolhidos para uma missão importante! Além de salvar os alimentos, eles terão que lidar com o egoísmo e aprender a ter empatia.         |              |                               |                        |                        |
| 13 | 13           | "Vivendo por Likes"           | 10 de setembro de 2024 | 11 de setembro de 2024 |
| Nina e Narciso atendem a um chamado em Londres para cuidar da poluição do ar, mas Nina cai na cilada de Zé Madeira. Narciso precisa salvar o dia e quase se torna uma celebridade.    |              |                               |                        |                        |
| 14 | 14           | "Ataque do Chiclete Espacial" | 10 de setembro de 2024 | 11 de setembro de 2024 |
| Dona Tella e os Xuruminhos estão jogando lixo em São Paulo. Turi e Zoom precisam combatê-los. Mas será que realmente existe um Chiclete Espacial Sabor Banana?                        |              |                               |                        |                        |
| 15 | 15           | "Calor de Janeiro"            | 11 de setembro de 2024 | 12 de setembro de 2024 |
| Para conseguir um bronzeado especial para o verão, Dona Tella está derretendo as calotas polares e confundindo os pinguins. Turi e Zoom se unem contra a maior lupa do mundo!         |              |                               |                        |                        |
| 16 | 16           | "A nova melhor amiga"         | 11 de setembro de 2024 | 12 de setembro de 2024 |
| Enquanto tentam impedir os Xuruminhos de espalharem palitos de picolé pela praia na Argentina, Nina faz uma nova amiga, mas Guará desconfia da nova integrante.                       |              |                               |                        |                        |
| 17 | 17           | "O Pilar dos Paramigos"       | 12 de setembro de 2024 | 13 de setembro de 2024 |
| Dona Tella acredita que os pilares da Acrópole, em Atenas, ficarão ótimos em sua próxima festa. Turi e Geeky viajam para a Grécia, contando com uma ajuda tecnológica para a missão.  |              |                               |                        |                        |
| 18 | 18           | "A Dona da Tella"             | 12 de setembro de 2024 | 13 de setembro de 2024 |
| O letreiro de Hollywood não será o mesmo depois que Dona Tella estreou seu programa de TV em Los Angeles. Mas ela não contava com o talento de Narciso e a velocidade de Guará!       |              |                               |                        |                        |
| 19 | 19           | "Velozes e Habilidosos"       | 13 de setembro de 2024 | 14 de setembro de 2024 |
| Uma corrida entre os Tratorossauros, Geeky e Guará em Barcelona mostra quem é o mais rápido, mas também que o trabalho em equipe pode ser a solução para as trapaças de Zé Madeira.   |              |                               |                        |                        |
| 20 | 20           | "Contos do Trono Perdido"     | 13 de setembro de 2024 | 14 de setembro de 2024 |
| Um castelo, um trono, um dragão... Será que já vimos isso antes? Guará e Zoom, os Paramigos, viajam aos Países Baixos para impedir Dona Tella de construir sua Donatellândia.         |              |                               |                        |                        |
| 21 | 21           | "Finalmente só"               | 16 de setembro de 2024 | 17 de setembro de 2024 |
| Desta vez, Narciso vai para uma missão sozinho! Mas, para impedir Zé Madeira de extrair toda a magnetita da natureza, Narciso sabe que pode contar com os Paramigos Imparáveis.       |              |                               |                        |                        |
| 22 | 22           | "Troca por Outro"             | 16 de setembro de 2024 | 17 de setembro de 2024 |
| Turi e Zoom recebem uma missão no México, onde Dona Tella está extraindo ródio ilegalmente. Um mal-entendido faz com que Zoom fique inseguro e quase atrapalhe a missão.              |              |                               |                        |                        |
| 23 | 23           | "Quem Planta Colhe"           | 17 de setembro de 2024 | 18 de setembro de 2024 |
| Nina e Zoom vão ao Chile impedir que Zé Madeira destrua uma plantação de parreiras. Mas o excesso de preocupação de Nina com a cegueira de Zoom acaba atrasando um pouco a equipe.    |              |                               |                        |                        |
| 24 | 24           | "Um Mergulho no Mar"          | 17 de setembro de 2024 | 18 de setembro de 2024 |
| Os Paramigos Imparáveis vão à Austrália, onde Zé Madeira está capturando corais no fundo do mar. Nina e Guará são escolhidos e precisam superar alguns medos para salvar o oceano.    |              |                               |                        |                        |
| 25 | 25           | "Xurumência em Dobro"         | 18 de setembro de 2024 | 19 de setembro de 2024 |
| Em Atenas, Dona Tella está colocando mais um plano em ação. Juntos, Nina e Zoom entendem que cada um tem seu tempo, e que pressionar os outros não é uma boa ideia.                   |              |                               |                        |                        |
| 26 | 26           | "Verdade ou Consequência"     | 18 de setembro de 2024 | 19 de setembro de 2024 |
| Os Paramigos recebem um aviso de que Zé Madeira está cortando árvores centenárias com seu novo Taturossauro. Geeky e Turi vão até o local e, juntos, aprendem uma lição importante.   |              |                               |                        |                        |